# Maison Margotin Fils
La  Maison Margotin Fils  est un bâtiment de l’architecte Marc Margotin classée "Maison patrimoine du XXe". C’est la première maison du style « Art déco cubique » construite à Reims.

## Présentation
Cette maison de l’architecte Marc Margotin, date de 1929 est en forme de cube construite sur trois étages en décalé. Elle est en béton, matériel très en vogue à l’époque pour les architectes qui se dise moderniste. L’enduit de couleur ocre rouge détonne par rapport à son environnement.
Elle est accolée à une maison dite « Maison des Tourelles » construite par Léon Margotin le père de Marc Margotin pour encore mieux marquer l’opposition de style.
La maison est classée Maison patrimoine du XXe depuis septembre 2000.
Notice no EA51000017, base Mérimée, ministère français de la Culture
Elle est également reprise comme élément de patrimoine d’intérêt local.